# Pickman's modellen
"Pickman’s modellen" (originele titel Pickman's Model, ook uitgebracht onder de alternatieve titel De visioenen van Richard Pickman) is een kort verhaal van de Amerikaanse schrijver H.P. Lovecraft. Lovecraft schreef het verhaal in september 1926. Het werd voor het eerst gepubliceerd in de oktober 1927-editie van Weird Tales.

## Inhoud
Het verhaal draait om een kunstschilder genaamd Richard Upton Pickman, die alom beroemd en berucht is vanwege zijn monsterlijke schilderijen. Zijn schilderijen zijn allemaal zeer gedetailleerd uitgewerkt, maar dermate choquerend dat zijn lidmaatschap van de Boston Art Club wordt ingetrokken en hij onder collega’s een verschoppeling wordt.
De verteller van het verhaal is een vriend van Pickman genaamd Thuber, die op een dag een tour van Pickman krijgt door diens atelier, gelegen in een achterwijk van de stad. Tijdens de rondleiding ziet Thuber dat Pickman bij hem thuis schilderijen heeft staan die nog gruwelijker waren dan degene die hij reeds getoond had aan zijn publiek. De kroon op Pickmans werk is een enorm schilderij van een enigszins humanoïde wezen dat niet van deze wereld is. Wanneer Pickman wordt afgeleid door een lawaai buiten de kamer en hier met getrokken pistool op af gaat, ziet Thuber in de hoek van het schilderij een opgerold papiertje en neemt dit mee. Er klinken een paar schoten, waarna Pickman beweert op een rat geschoten te hebben en Thuber maant te vertrekken.
Wanneer Pickman op een dag spoorloos blijkt te zijn verdwenen, bekijkt Thuber het papiertje. Het blijkt een foto te zijn waarvan Thuber vermoedt dat het mogelijk een landschapsfoto is die Pickman als voorbeeld wilt gebruiken voor de achtergrond van zijn schilderij. Het blijkt echter een foto van het monsterlijke wezen zelf te zijn, waaruit blijkt dat mogelijk alles wat Pickman schilderde op waarheid berust.

## Inspiratie
Pickmans principes en ideeën over horror lijken sterk op die uit Lovecrafts essay "Supernatural Horror in Literature" (1925–27), waaraan hij werkte rond dezelfde tijd dat hij het verhaal schreef. Lovecraft verwerkte in de dialogen van het personage Thubor zijn eigen mening over Edgar Allan Poe, die volgens Lovecraft als geen ander wist hoe angst en het onnatuurlijke werkelijk in elkaar steken.
In het verhaal wordt Pickmans werk vergeleken met dat van enkele echt bestaande kunstenaars, zoals John Henry Fuseli (1741–1825), Gustave Doré (1832–1883), Sidney Sime (1867–1941), Anthony Angarola (1893–1929), Francisco Goya (1746–1828), en Clark Ashton Smith (1893–1961).

## Schrijfwijze
De schrijfwijze van het verhaal is enigszins ongebruikelijk voor Lovecraft. Het verhaal wordt verteld door Thuber in de eerste persoon, maar zodanig dat het lijkt alsof hij rechtstreeks een gesprek met de lezer voert. Midden in het verhaal neemt Pickman zelf tijdelijk de rol van verteller over, ook via een monoloog.

## Connecties met andere verhalen
- Richard Pickman speelt ook een rol in The Dream Quest of Unknown Kadath, waarin hij het personage Randolph Carter vergezelt op diens reis. In dit verhaal wordt duidelijk dat het wezen op Pickmans schilderij een ghoul is, en dat Pickman nu zelf ook als ghoul in de droomlanden woont. Robert M. Price merkte in zijn bestudering van Lovecraft’s verhalen op dat de Pickman uit The Dream Quest of Unknown Kadath in bijna niets meer lijkt op die uit "Pickman’s modellen".
- Pickman wordt even kort genoemd in  History of the Necronomicon, waarin gesuggereerd wordt dat hij een kopie van de Necronomicon bezat maar dat deze samen met hem verdween.
- In Stephen Kings verhaal Het wordt even kort gesproken over een schilder genaamd Pickman, die in 1920 blijkbaar betrokken was bij een gevecht in een kroeg in Derry.
- In de striproman Lovecraft van Vertigo Comics is Pickman de primaire antagonist.
- Pickman verschijnt als ghoul in het spel Laplace's Demon.

## Bewerkingen
- In 1971 bewerkten schrijver Roy Thomas en tekenaar Tom Palmer het verhaal tot een strip voor de reeks Tower of Shadows van Marvel Comics.
- In 1972 werd het verhaal bewerkt voor een aflevering van de televisieserie Night Gallery. In deze bewerking is de verteller een vrouw die verliefd is op Pickman.
- De horrorfilm "Chilean Gothic" uit 2000 is losjes gebaseerd op "Pickman’s modellen".